# Botanophila convexifrons
Botanophila convexifrons är en tvåvingeart som beskrevs av Fan, Chen och Chen 1993. Botanophila convexifrons ingår i släktet Botanophila och familjen blomsterflugor.
Artens utbredningsområde är Henan (Kina). Inga underarter finns listade i Catalogue of Life.